# 李玛琳
李玛琳（1963年10月—），女，汉族，云南宣威人，中华人民共和国药理学家、政治人物，现任云南政协副主席，曾任云南省人民政府副省长，中国民主促进会中央委员会常务委员、云南省委员会主任委员，云南省妇女联合会副主席。
2023年1月14日，当选云南省政协副主席，卸任云南省副省长职务。